# アレクサンドル・ヴォルチコフ (判事)

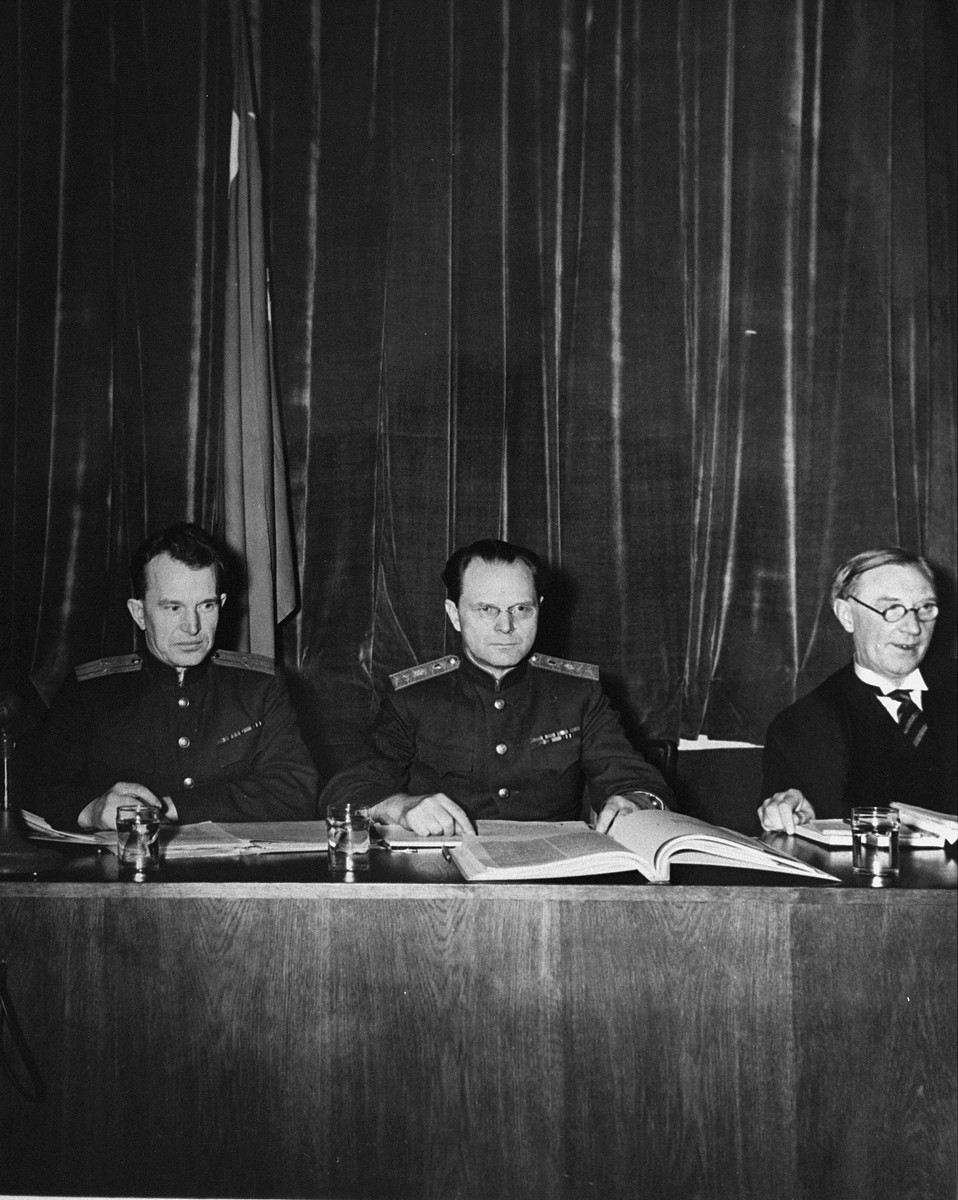
ニュルンベルクでのロシアの裁判官、:左から右へ アレクサンドル・ヴォルチコフ、 イオナ・ニキチェンコ。右端は英国の裁判官、ノーマン・バーケット

アレクサンドル・フョードロビッチ・ヴォルチコフ　Alexander Fedorovich Volchkov 中佐（露:  Алекса́ндр Фёдорович Волчко́в、1902年- 1978年）は、ソ連の裁判官。第二次世界大戦後、ニュルンベルク裁判で副判事を務めた。法律の仕事をする前に、彼は映画産業で働いていた。